# Carrot River (ville)
Ne doit pas être confondu avec Carrot River.
Carrot River est une ville du nord-est de la Saskatchewan.

## Démographie
| 2001  | 2006 | 2011  | 2016 |
| ----- | ---- | ----- | ---- |
| 1 017 | 941  | 1 000 | 973  |